# 伊斯兰革命卫队
伊斯兰革命卫队，又称伊朗伊斯兰革命卫队、伊朗革命卫队，是伊朗伊斯兰共和国的一支武装力量，成立于1979年5月5日。革命卫队的具体使命为為執行正常的國防任務，為伊朗革命政權自身服務和執行伊斯兰教法（沙利亞），同时还负责維穩、监控国内的異見人士以及反對派——也因此，革命卫队建立了庞大的情报网络，以服务于自身需要。

## 名稱
伊朗的政府組織通常以單字名稱（通常表示其功能）而不是首字母縮寫詞或簡稱來表示，而普通民眾普遍將伊斯兰革命卫队稱為Sepâh。

## 历史
伊朗革命衛隊建立于1979年5月5日，其成立初衷乃是為了鞏固政權並且壓制之前效忠伊朗沙阿的國家武裝部隊。因此，伊朗革命衛隊的主要職能即為确保政權的完整性而服務。該部隊依照大阿亞图拉何梅尼宗教法令于1979年5月5日成立。根據《伊朗憲法》第一百五十條，革衛隊的地位與其他武裝部隊等同。該憲法同時賦予革衛隊維護主權完整與政治獨立的職能。
作為目前伊朗境內之守舊派伊斯兰政權最主要的武裝力量，革衛隊有效地保證政權對於社會和軍事力量的獨立控制，並成為其保證法統和施加其意志的重要工具。革衛隊經歷了两次转变，即分别发生在两伊战争期间和何梅尼时代的政治。两伊战争使革命卫队擁有實戰經驗，並且使得革命卫队的兵员和装备不断扩张，從而迅速发展成为伊朗的主要武装力量。在何梅尼执政时期，由于革命卫队在战争中的表现非常出众，因而获得了何梅尼本人高度信任和赞赏。与此相反的是，前王朝的旧军队却遭受到了清洗、改造和控制，因而革命卫队的力量相对而言发生了巨大的转变。一个彻底的转变发生在1985年9月，当时的统治者何梅尼为了扩充和强化革命卫队，下令建立革命卫队的陆军、海军和空军。从此以后，革命卫队拥有了自己的、完整的海陆空力量，而另一方面也使伊朗成为世界上为数不多的拥有两支海陆空编制军队的国家之一。
2020年4月22日，伊斯蘭革命卫队成功发射首枚军用卫星。

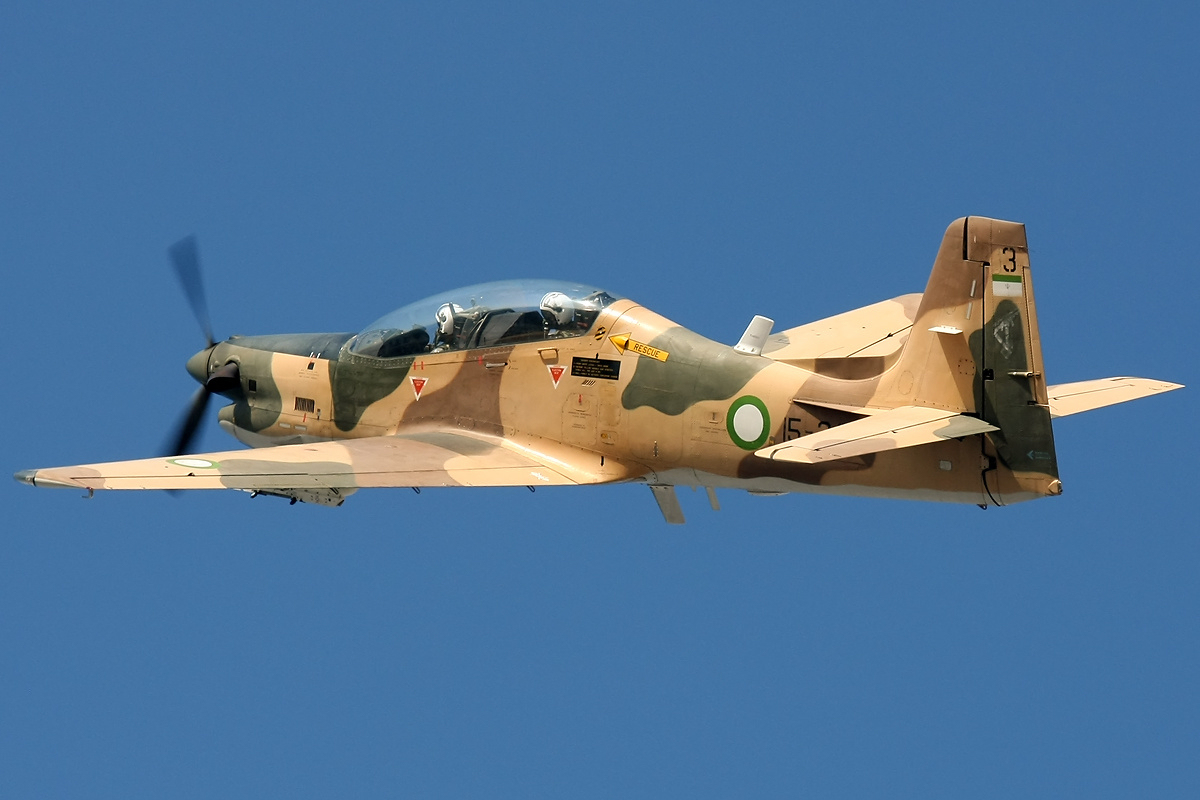
衛隊空軍以對地攻擊為主，裝備較廉價的EMB-312攻擊機
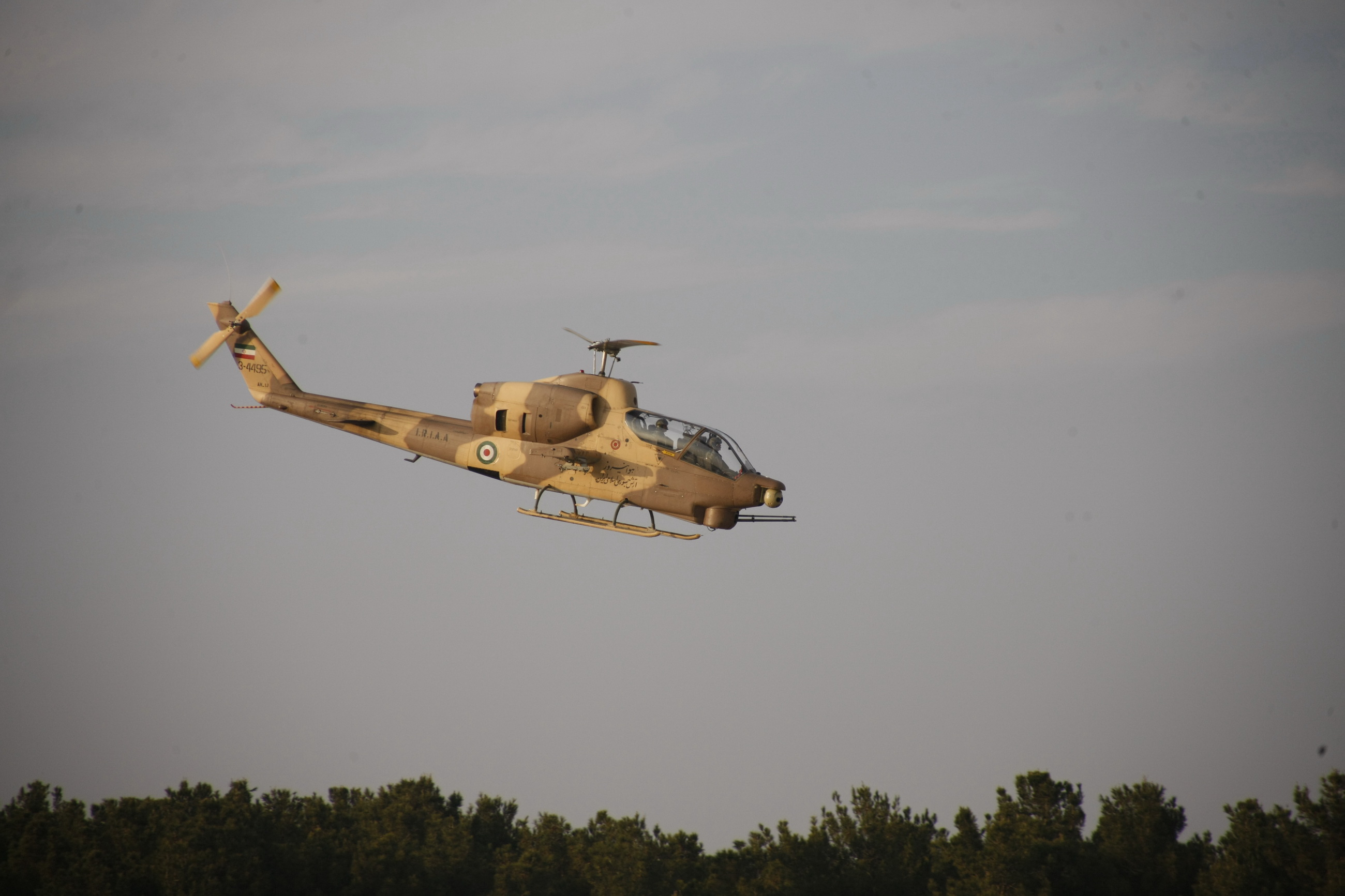
仿自美眼鏡蛇的Toofan
衛隊步兵
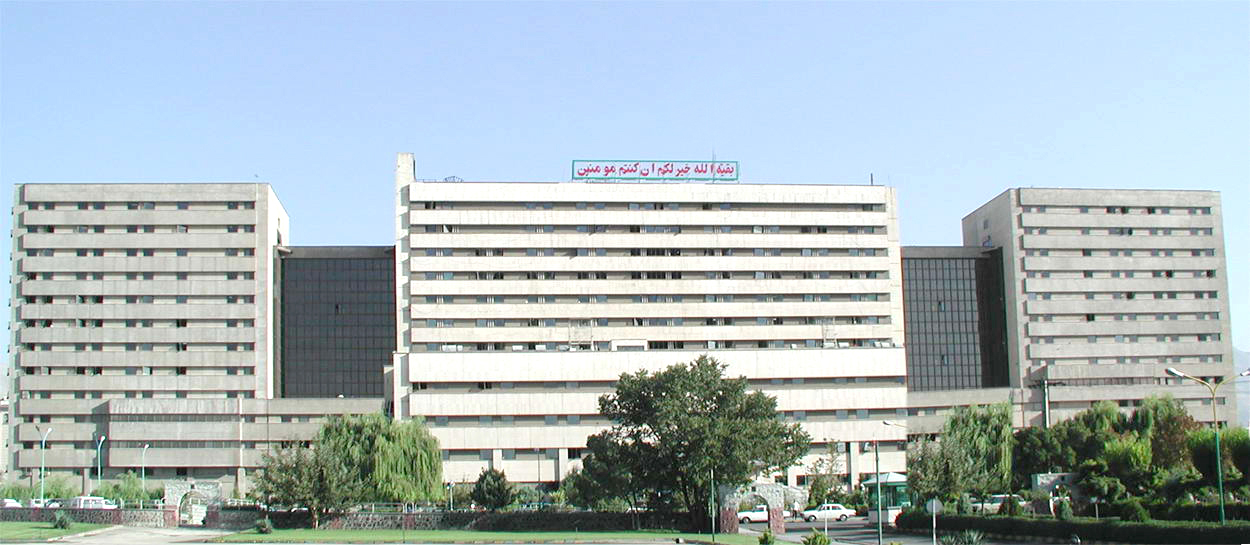
革命卫队軍醫院
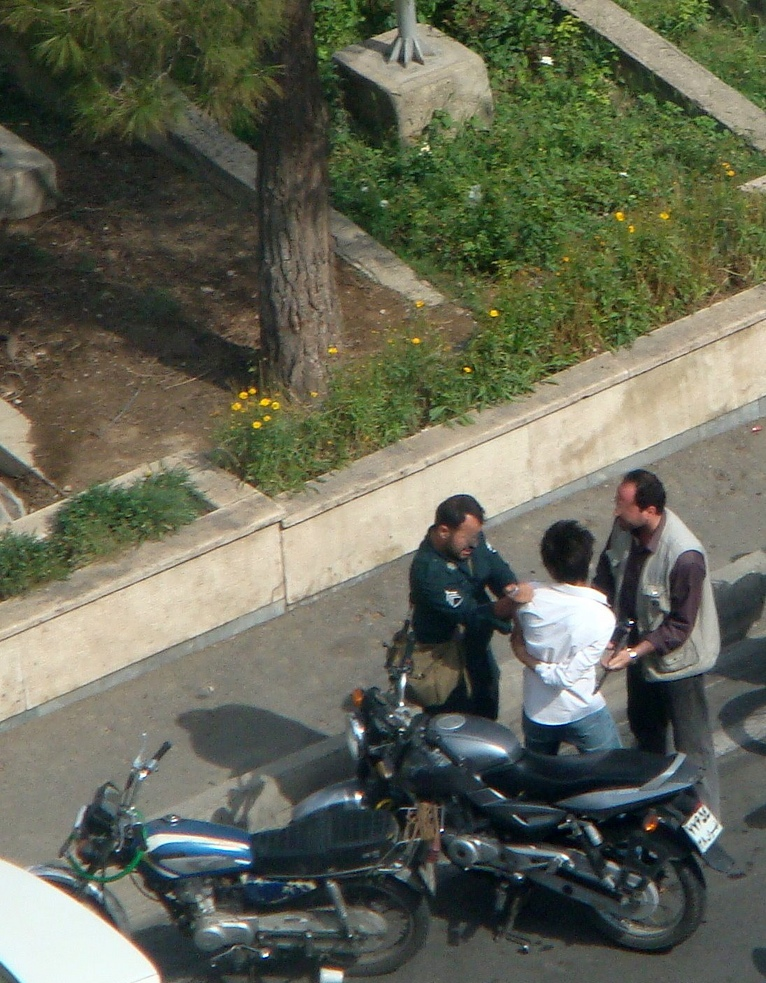
衛隊的國內保警
衛隊海軍以火箭小艇為主，用以封鎖海峽
衛隊海軍水摩托隊

## 組織
伊斯兰革命卫队与伊朗国防军共同组成伊朗正规武装力量，拥有海、陆、空3个军种，现有大约12.5万人。革命卫队掌握了伊朗“最高端”和“最低端”的军事力量。一方面，伊朗大部分导弹力量包括弹道导弹以及生化武器等大规模杀伤性武器，都掌握在伊朗革命卫队手中。伊朗的边防工作和绝大部分政府机关的保卫工作都由伊朗革命卫队负责。另一方面，革命卫队统管着庞大的民兵组织“巴斯基”，这支队伍仅装备轻武器，平时约40万人，战时估计可动员至100万人，被认为是发动游击战和巷战的主力部队之一。聖城軍是伊朗革命卫队用来执行海外任务的特种部队。
经济上伊朗本国的军事工业主要交由革命卫队负责。戈尔博集团前身是伊朗革命卫队的工程部队。这支部队在两伊战争中主要负责挖战壕、修碉堡。在战后，成为一家涉足工业与民用建筑、工矿业、金融业、农业、设计和咨询业等领域的大公司。革命卫队控制着伊朗南部60个边界通道，控制着伊朗除石油以外57%的进口和30%的出口，在境外还有560多家下属贸易公司。从制药、电信到石油行业，深深卷入了伊朗的经济生活。是一个庞大的商业垄断组织。

## 影響
伊朗議會中有80名成员来自伊朗革命卫队。不管在民间还是在政府机构，革命卫队所占据的位置越来越重要，例如政府官员、市长、省长、大学教授和商人出现伊朗革命卫队成员的身影。

## 爭議
由於伊朗革命衛隊自身的性質，使得其成為一個以某種政治意識形態為推動力的準軍事組織，並且使得其控制力得以深入社會的各個阶层。因此，革命衛隊不可避免地捲入伊朗政府与異見人士的相關風波之中。
2018年10月23日，沙特阿拉伯政府和巴林政府將伊朗伊斯蘭革命衛隊列為恐怖組織。
2019年4月8日，美國政府及以色列政府把伊朗伊斯兰革命卫队列為恐怖組織。
作为对美国行为的回应，伊朗最高国家安全委员会迅速作出回应，宣布将美国中央司令部列为恐怖组织。。
2023年1月12日，英国下议院在进行一次议会辩论后，以跨党派方式一致通过承认伊斯兰革命卫队作为恐怖组织从事恐怖主义和好战活动。动议也明确规定禁止英国政府、民间社会团体和科技公司提供明确的授权，彻底禁止与伊斯兰革命卫队有关的活动。同年1月19日，因应伊朗政府以及其伊斯兰革命卫队在阿米尼示威与2022年俄羅斯入侵烏克蘭的应对，欧洲议会通过把伊斯兰革命卫队列为恐怖组织。欧洲议会在法国斯特拉斯堡举行的会议上以压倒性票数通过的6项决议之中，以强烈的措辞谴责伊朗对恐怖主义活动、镇压抗议者以及向俄罗斯提供无人机的行为。该决议也呼吁欧盟扩大对伊朗的「限制措施」，将其制裁名单扩大到对侵犯人权行为负责的所有个人和实体。1月23日，英国与欧盟共同宣布就伊朗广泛镇压反政府抗议活动，将总共37个实体组织和个人列入制裁名单。英国将5人和2个实体组织添加到其伊朗（人权）制裁名单。欧盟理事会对伊朗实施第四轮制裁，在其伊朗制裁制度下添加18个人和19个实体组织。美国财政部也宣布对伊斯兰革命卫队合作基金会及其5名董事会成员、伊朗情報與國家安全部副部长以及伊斯兰革命卫队4名高级指挥官实施制裁。
2024年6月19日，加拿大宣布将伊朗革命卫队列入恐怖黑名单，并指出原因是伊朗政权「支持恐怖主义」，并「一贯无视伊朗境内外的人权」和「愿意破坏基于规则的国际秩序」。于此同时，加拿大外交部长梅拉妮·乔利指出，鉴于德黑兰在2020年伊朗击落PS752航班事件中与渥太华断绝了外交关系，敦促国民不要前往伊朗。
2024年10月4日，立陶宛议会通过一项决议，承认伊朗伊斯兰革命卫为恐怖组织，是欧盟议会第一个宣布这一点的国家。决议谴责伊朗在俄罗斯对乌克兰的战争中不断增加对俄罗斯的军事支持，还批评伊朗和俄罗斯与巴勒斯坦组织哈马斯及其盟友伊斯兰圣战组织、黎巴嫩激进组织真主党、巴勒斯坦伊斯兰圣战组织和也门胡塞武装的合作，并谴责伊朗今年两次直接袭击以色列，并呼吁欧盟效仿。

## 经济

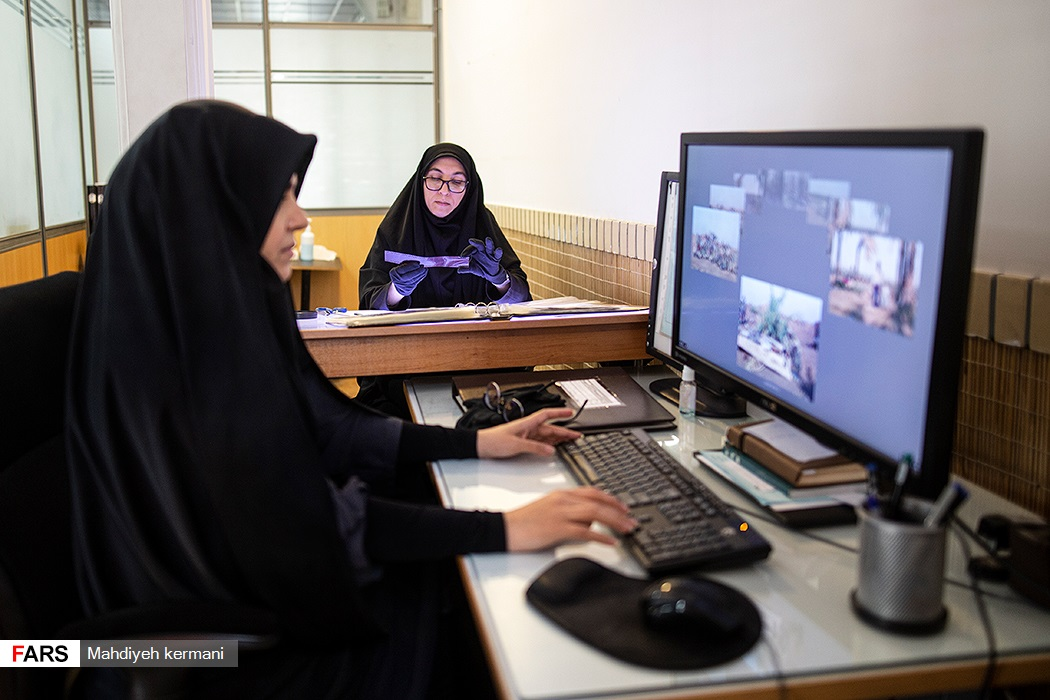
衛隊整理戰場照片的宣傳部門

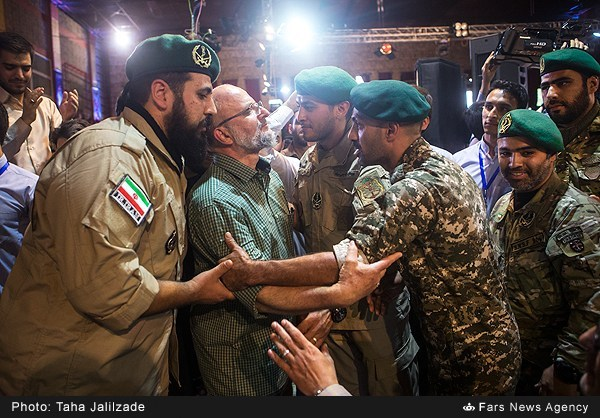
衛隊於2016年的宣傳活動

事实上革命卫队在伊朗国内一直享有特殊的政治和经济权力，因而这一武装力量不仅仅是武装力量，也是一支强大的经济力量。特别是曾在革命卫队任职的艾哈迈迪-内贾德当选总统以后，革命卫队更是大举进入商界，涉足的领域五花八门，俨然成了一个庞大的“商业帝国”。目前名气最大的革命卫队公司戈爾博集團成立于1990年，其前身是伊朗革命卫队的工程部队，现如今伊朗革命卫队旗下的大大小小的公司有数百家，它们控制着伊朗很大一部分的进出口业务，近几年承接合同总额超过120亿美元。内贾德曾一度发布命令，扩大革命卫队权力，尽快控制伊朗经济领域各机构。其中有一项命令是，革命卫队代表参加中央银行董事会。根据此命令，没有革命卫队的同意，中央银行董事会不能做任何决定，特别是金额超过100万美元的贷款，没有革命卫队的同意是绝对不能发放的。第二项命令是，革命卫队代表要参加国家审查和规划组织，这是一个伊朗电信机构和公司的监管机构，总部设在伊朗通信和信息技术部内，参加这一机构还有伊朗情报部代表。显然，革命卫队的经济权力被推至一个占绝对优势的地位。
革命卫队的经济活动权力实际上可以追溯到它成立没多久的伊斯兰革命之后和两伊战争期间。由于西方国家对伊朗实行武器禁运，伊朗被迫重组和发展本国的军事工业，这项工作主要由革命卫队负责，因此革命卫队很早就涉足伊朗的国防工业。而在两伊战争结束后，为了进一步加快伊朗经济的重建工作，革命卫队也投入到了经济建设的大潮中，成为一支独特的力量。当时，为了安置部分退伍的革命卫队士兵，伊朗决定允许革命卫队成立包括民用范围的各种公司，借此机会革命卫队的情报局局长里多伊少将建立了第一家公司-戈爾博集團，用以修复战争中被毁坏的各种设备，以服务于社会经济。这里特别需要指出的是目前戈尔博集团之前身，為主要负责興建战壕以及碉堡的伊朗革命卫队之工程部队；其部份成員在两伊战争之后共同組織成一個涉足工业与民用建筑、金融业、农业、咨询业等领域的戈尔博集团，并使得目前戈尔博集团最终成为革命卫队的代表性经济机构。事实上目前这家戈爾博集團兼具企業的总裁也是革命卫队成员，他就是革命卫队副司令阿贝德准将。戈尔博集团与政府的联系相当紧密。它每年会从政府部门获得大批利润丰厚的合同，其中包括数十亿美元的天然气田的开发、天然气管道建设项目等等，甚至也包括地铁线路的建设以及各种各样的土木工程。
庞大的政府支出项目以及社会民用项目，大部分都必须经由类似戈尔博集团这样的革命卫队旗下的公司承担，这种经济活动大大刺激了革命卫队经济力量的发展和壮大。如今，伊朗革命卫队控制着伊朗南部60个边界通道，控制着伊朗除石油以外57%的进口和30%的出口，在境外还有接近600家下属贸易公司。革命卫队还把持着伊朗的制药、电信以及石油等支柱行业，它深深卷入了伊朗的经济生活，是一个庞大的商业垄断组织，无异于一个实力雄厚的“商业帝国”。

## 各国对应机构
- 日本自卫队
- 也门共和国卫队
- 叙利亚共和国卫队（历史上）
- 伊拉克共和国卫队（历史上）
- 武装党卫队（歷史上）
- 黑衫軍（歷史上）

### 引用
1. 1 2 3  Ostovar, Afshon P.  (PhD Thesis). University of Michigan. 2009  [2013-07-26]. （原始内容存档 (PDF)于2016-03-06）.
2. ↑  . 美国驻华大使馆和领事馆. 2018-05-10  [2021-07-06]. （原始内容存档于2020-12-01） （中文（中国大陆））. 用于支持伊斯兰革命卫队（Islamic Revolutionary Guard Corps）聖城旅(Quds Force)破坏稳定的活动。
3. ↑  Coles, Isabel; Adnan, Ghassan. . 華爾街日報中文網. 2021-01-11  [2021-07-06]. （原始内容存档于2021-07-12） （中文（臺灣））.
4. ↑  . BBC News 中文. 2021-06-19  [2021-07-06]. （原始内容存档于2021-07-10） （中文（繁體））. 伊朗伊斯蘭革命衛隊前總司令雷扎伊
5. ↑  . 香港01. 2019-04-09  [2021-07-06]. （原始内容存档于2021-08-05） （中文（香港））.
6. ↑  Frederic Wehrey; Jerrold D. Green; Brian Nichiporuk; Alireza Nader; Lydia Hansell; Rasool Nafisi; S. R. Bohandy.  (PDF). RAND Corporation. 2009  [2013-08-20]. （原始内容存档 (PDF)于2013-10-07）.
7. ↑  .   [2017-09-02]. （原始内容存档于2007-04-01）.
8. ↑  Frederic Wehrey; Jerrold D. Green; Brian Nichiporuk; Alireza Nader; Lydia Hansell; Rasool Nafisi; S. R. Bohandy.  (PDF). RAND Corporation. 2009  [20 August 2013]. （原始内容存档 (PDF)于2018-03-24）.
9. ↑  .   [2020-04-23]. （原始内容存档于2020-07-14）.
10. ↑  Slackman, Michael. . New York Times. 21 July 2009  [21 July 2009]. （原始内容存档于2016-07-19）.
11. ↑  . Reuters. 23 October 2018  [8 April 2019]. （原始内容存档于2019-04-08） （英语）.
12. ↑  . VOA. 2019-04-08  [2019-04-08]. （原始内容存档于2019-04-08）.
13. ↑  . 新华网. 2019-04-08  [2019-04-09]. （原始内容存档于2019-04-11）.
14. ↑  Aarabi, Kasra. . 2023-01-17  [2023-01-20]. （原始内容存档于2023-01-31） （英语）.
15. ↑  . www.al-monitor.com.   [2023-01-20]. （原始内容存档于2023-02-16） （英语）.
16. ↑  KC, Maya Lester. . EU Sanctions. 2023-01-23. （原始内容存档于2023-01-24） （英国英语）.
17. ↑  . The Star. 2023-01-23. （原始内容存档于2023-02-15） （英语）.
18. ↑  Canada, Public Safety. . www.canada.ca. 2024-06-19. （原始内容存档于2025-02-25）.
19. ↑  . France 24. 2024-06-19. （原始内容存档于2024-11-19） （英语）.
20. ↑  . lrt.lt. 2024-10-04. （原始内容存档于2025-02-14） （英语）.
21. ↑  .   [2019-04-09]. （原始内容存档于2019-04-08）.